# Palanderbreen
De Palanderbreen is een gletsjer op het eiland Nordaustlandet, dat deel uitmaakt van de Noorse eilandengroep Spitsbergen.
De gletsjer is vernoemd naar baron Adolf Arnold Louis Palander von Vega (1842-1920) en was een Zweedse admiraal en arctisch ontdekkingsreiziger.

## Geografie
De gletsjer is zuid-noord georiënteerd en komt van de ijskap Vegafonna af. Ze heeft een lengte van meer dan drie kilometer en mondt uit in de baai Palanderbukta. 
De gletsjer ligt op het schiereiland Scaniahalvøya, onderdeel van Gustav Adolf Land. Oostelijker ligt een tweede gletsjer, de Ericabreen, die van dezelfde ijskap afkomstig is. Westelijker ligt de gletsjer Holtenbreen die afkomstig is van de ijskap Glitnefonna.